# Кабрит, Фёдор Фёдорович
Фёдор Фёдорович Кабрит (нем. Theodor von Cabrit; 1743? — 1816?) — русский переводчик. Брат Вильгельма фон Кабрита.

## Биография
С 1759 г. состоял на государственной службе, однако к концу 1760-х гг. находился в отставке и содержал в Симбирске пансион, в котором учился сочувственно вспоминавший затем о нём Иван Дмитриев. Энциклопедия Брокгауза и Ефрона сообщает, что в дальнейшем Кабрит был управляющим канцелярией симбирского и уфимского генерал-губернатора О. А. Игельстрёма (занимавшего эту должность в 1784—1790 гг.). В то же время согласно картотеке Эрика Амбургера в 1786—1788 гг. Кабрит занимал должность смотрителя работ на канале «Выгра—Волочок» (по-видимому, речь идёт о подготовительных работах по созданию будущей Мариинской водной системы, которые в это время велись в Вытегре). Тот же источник сообщает о государственной службе Кабрита в Уфе в 1790—1794 гг.
Личность Кабрита представляет интерес в связи с выполненным им переводом (с французского языка-посредника) «Повестей» Сервантеса, вышедших в Москве несколькими выпусками в 1805—1816 гг. Кроме того, в 1805 г. Кабрит выполнял переводы для выходившего в Москве ежемесячного двуязычного русско-французского «Журнала новостей».
Сын Кабрита Андрей Фёдорович Кабрит занимал ряд государственных должностей (в частности, в 1834—1838 гг. был вице-губернатором в Перми).